# Audi Typ P

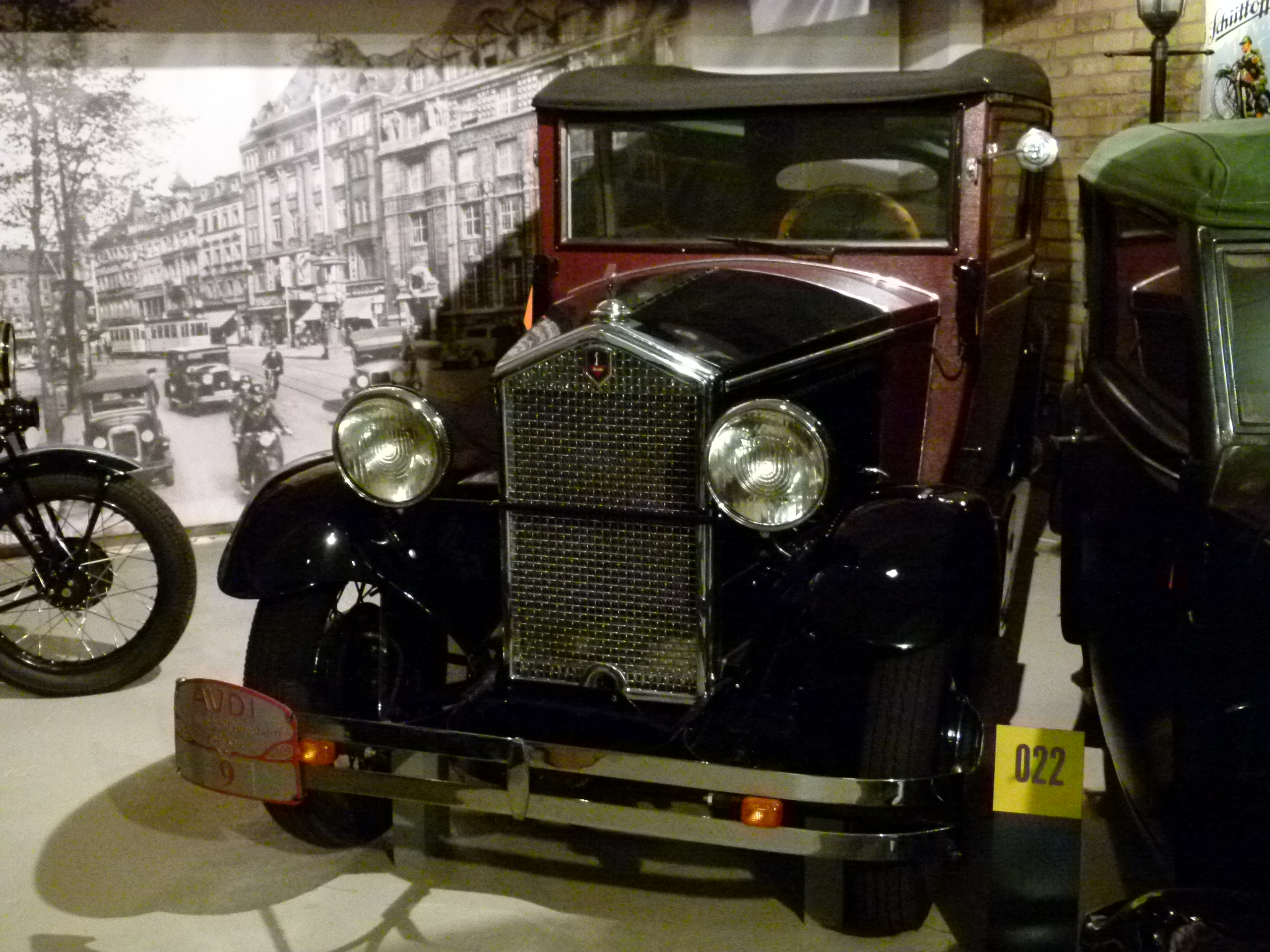
Audi Typ P im Fahrzeugmuseum Chemnitz

Der Audi Typ P ist ein Kleinwagen, den die Audi-Werke im Mai 1931 herausbrachten. Fahrgestell und Karosserie entsprachen denen des DKW V800 / V1000 4=8, der Motor war von dem des Peugeot 201 abgeleitet.
Das Fahrzeug hatte einen Vierzylinder-SV-Reihenmotor mit 1,1 Litern Hubraum vorne eingebaut. Er entwickelte 30 PS bei 3200/min. Über ein Dreigang-Getriebe mit Schalthebel in der Wagenmitte trieb er die Hinterräder an. Der Wagen mit selbsttragender, kunstlederbespannter Sperrholzkarosserie hatte zwei Starrachsen mit unten liegenden Querblattfedern. Er war ausschließlich als zweitürige Limousine mit vier Fenstern verfügbar.
Bereits im Oktober desselben Jahres wurde die Fertigung nach nur 327 Stück eingestellt.

## Technische Daten
| Typ                   | P (5/30 PS)         |
| Bauzeitraum           | 1931                |
| Aufbauten             | L2                  |
| Motor                 | 4 Zyl. Reihe 4 Takt |
| Ventile               | stehend (sv)        |
| Bohrung × Hub         | 63 mm × 90 mm       |
| Hubraum               | 1122 cm³            |
| Leistung (PS)         | 30                  |
| Leistung (kW)         | 22                  |
| Verbrauch             |                     |
| Höchstgeschwindigkeit | 80 km/h             |
| Leergewicht           | 750 kg              |
| Zul. Gesamtgewicht    | 1100 kg             |
| Elektrik              | 6 Volt              |
| Länge                 | 3680 mm             |
| Breite                | 1400 mm             |
| Höhe                  | 1650 mm             |
| Radstand              | 2700 mm             |
| Spur vorne / hinten   | 1120 mm / 1170 mm   |
| Wendekreis            |                     |

- L2 = 2-türige Limousine

## Quelle
- Werner Oswald: Deutsche Autos 1920–1945, Motorbuch Verlag Stuttgart, 10. Auflage (1996), ISBN 3-87943-519-7